# Zur Goldenen Sonne (Breslau)

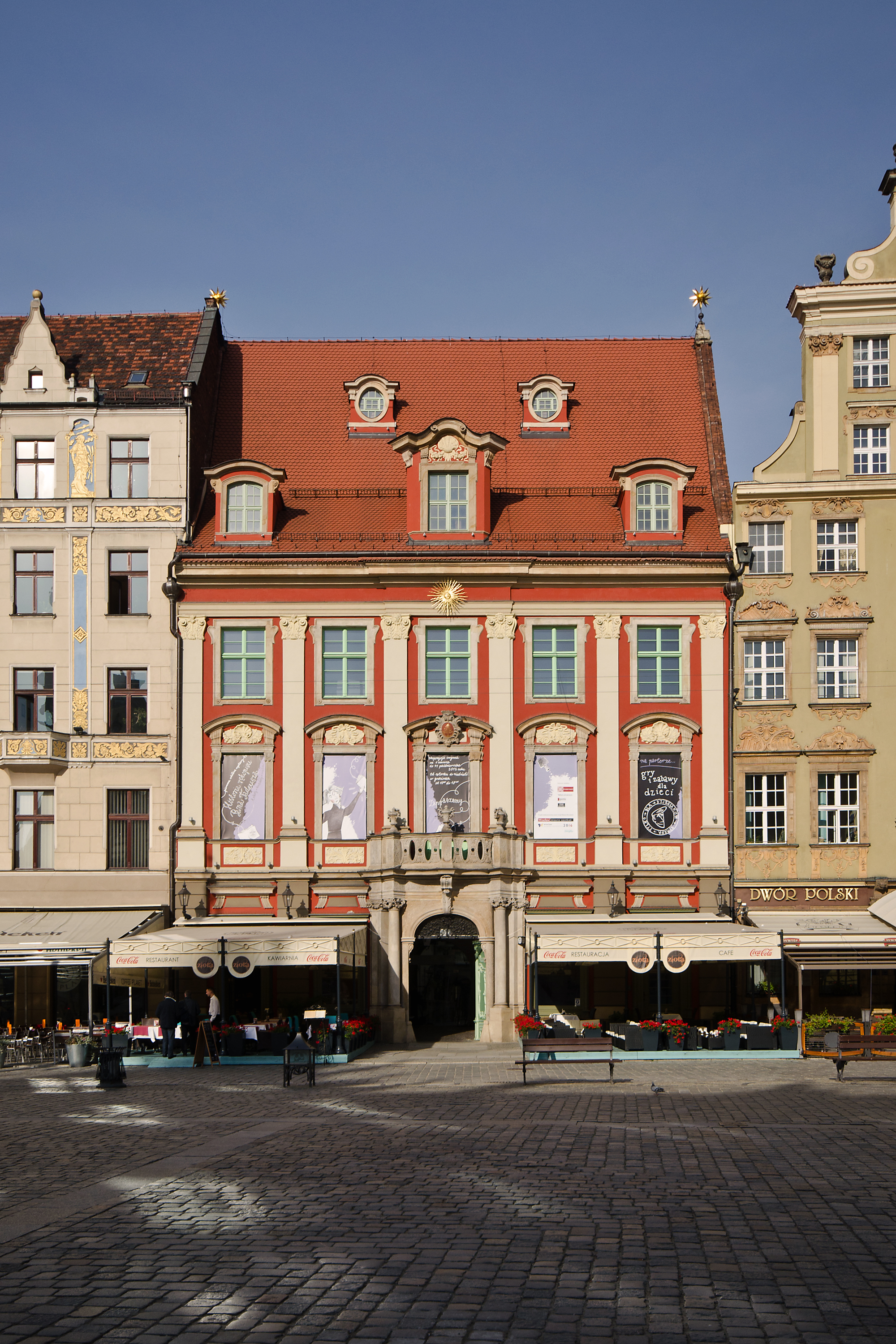
Das Haus zur Goldenen Sonne

Das Haus Zur Goldenen Sonne ist ein Gebäude am Breslauer Ring und liegt an der Westseite des Platzes (Nr. 6). Es zählt zu den schönsten und am besten erhaltenen Barockgebäuden in Breslau.

## Geschichte
Die erste urkundliche Erwähnung eines Hauses an der Stelle stammt aus dem 16. Jahrhundert. Die heutige Gestalt des Hauses stammt aus dem Jahr 1727. Verziert wurde die Fassade vom Wiener Architekten Johann Lucas von Hildebrandt. In früheren Jahrhunderten nächtigten hier mehrere Landesoberhäupter Europas, darunter der König von Ungarn und Böhmen Ladislaus Jagiello II. und der Habsburger Kaiser Leopold II. Vom Balkon aus wurde der Breslauer Bevölkerung 1742 das Ende des Ersten Schlesischen Krieges verkündet. Im Saal im 1. Stock des Gebäudes wurde der Friedensvertrag zwischen Preußen und Österreich unterzeichnet. Den Zweiten Weltkrieg überstand das Gebäude unversehrt. Seit April 2016 ist in diesem Gebäude das Pan-Tadeusz-Museum untergebracht, das die allgemeine Entstehungs- und Rezeptionsgeschichte eines wichtigen Werkes polnischer Literatur (Adam Mickiewicz) thematisiert; das Haus ist somit unmittelbare Zweigstelle des Ossolineum, einer der wichtigsten polnischen Bibliotheken.

## Architektur
Das Gebäude wurde im Stil des Barock errichtet. Im Inneren des Hauses befinden sich kunstvoll gestaltete Holzdecken.